# Phra Nakhon
Phra Nakhon (Thai: พระนคร) is een van de vijftig districten van Bangkok (khet), de hoofdstad van Thailand. Het telt (anno 2009) ruim 61.000 inwoners en is een van de kleinste districten met een oppervlakte van 5,54 km². Het is het centrale district van Bangkok. Aangrenzende districten zijn Dusit, Pom Prap Sattru Phai, Samphanthawong, Thonburi en Bang Phlat.
Phra Nakhon was ook de naam van de provincie Bangkok, totdat het in 1972 fuseerde met Thonburi. Nu heet het weer Bangkok.

## Locatie
De wijk wordt begrensd door de rivier de Chao Phraya in het westen, door de Khlong Phadung Krung Kasem in het noorden en de Khlong Ong Ang in het oosten. Het centrum van Bangkok, gekenmerkt door de Lak Mueang, is gelegen in deze wijk. Rondom de grote, vrije ruimte van het Sanam Luang zijn het Grand Palace, Wat Phra Kaew, het Nationaal Museum en de Thammasat-universiteit gevestigd. Ook ligt er de tempel Wat Mahathat, een van de belangrijkste boeddhistische tempels in Bangkok, al is het niet echt toeristisch aantrekkelijk.
Andere belangrijke bezienswaardigheden in het district zijn onder andere Wat Pho, Wat Suthat en de toeristische Khao San Road Een andere belangrijke tempel is Wat Bowonniwet, waar meerdere Thaise koningen werden ingewijd als monnik. Van de oorspronkelijke veertien forten ter bescherming van Bangkok zijn slechts twee overgebleven – Fort Phra Sumen in de noordelijke hoek van de wijk, en Fort Mahakan in het oosten van de wijk. Sinds 2000 is er een klein park genaamd Santichaiphrakarn rond Fort Phra Sumen.
In 2005 werd het gedeelte ten noorden van de rivier – van de koning Rama I Bridge in het zuiden tot aan de Wasukri Pier (district Dusit) – voorgelegd aan de UNESCO ter overweging als een toekomstig deel van de werelderfgoedlijst.
Het Koninklijk Theater op Charoen Krung Road is de oudste bioscoop van Bangkok en was het eerste van airconditioning voorziene theater in Thailand. Het werd geopend op 2 juli 1933. Het is het enige theater van de eerste "gouden eeuw" van de Thaise bioscopen die nog steeds overeind staat. Het wordt nu vooral gebruikt voor dansvoorstellingen en niet zozeer meer voor de films. Een ander punt van belang is de bloemenmarkt, Pak Khlong Talat.

### Phahurat Road
Het gebied rond Phahurat Road (พาหุรัด) kan worden beschouwd als Thailands Little India (Indiase Chinatown). De weg werd gebouwd tijdens het bewind van koning Chulalongkorn. Er is meer dan een eeuw geleden een Indiase gemeenschap ontstaan nadat Siri Guru Singh Sabha, Thailands eerste sikhtempel, werd gebouwd in 1933 vlak bij de Phahurat. Het gebied is bekend om de Indiase textielwinkels en Indische gerechten.

## Festivals

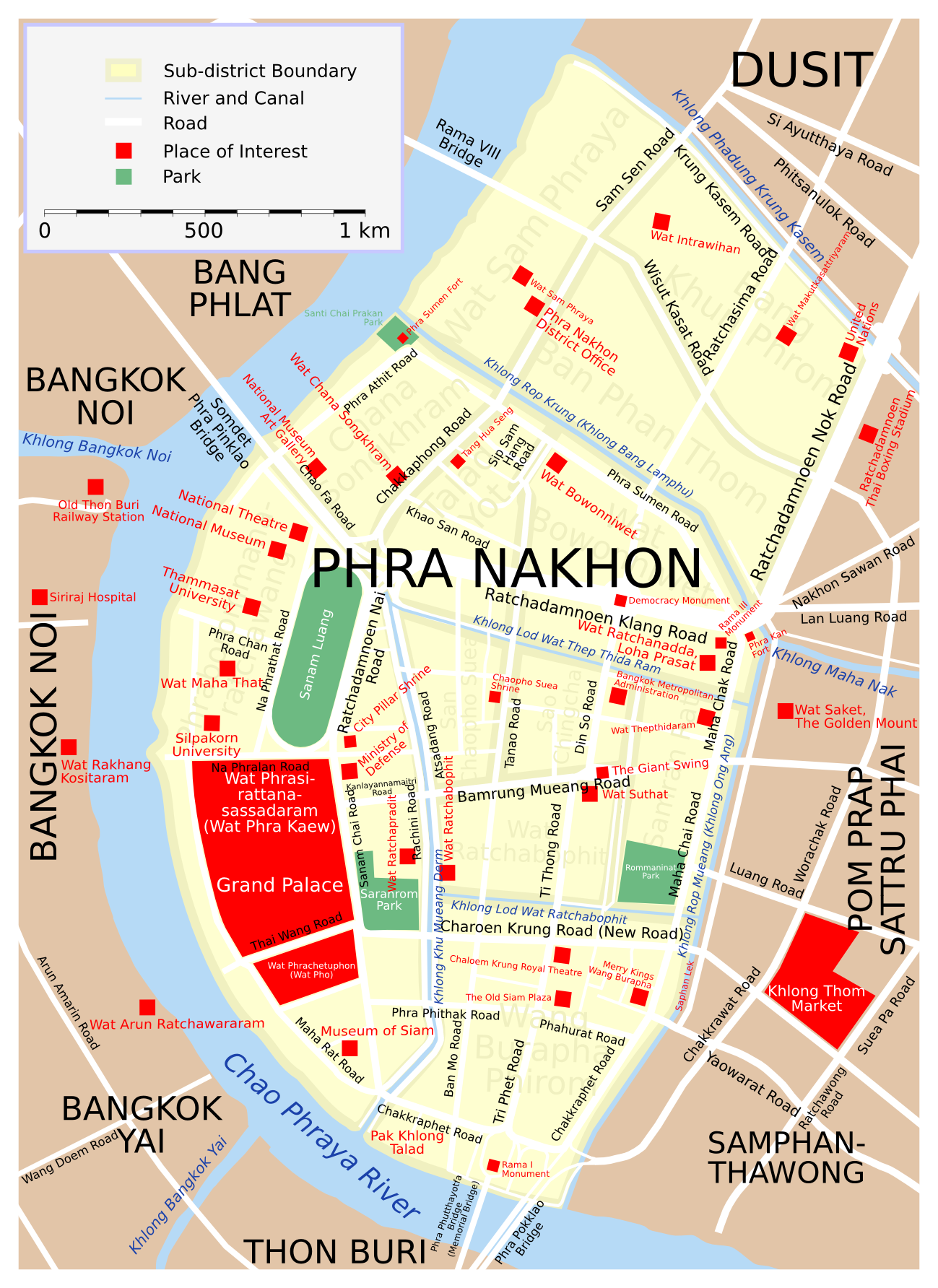
Kaart van Phra Nakhon

Het Songkran Festival, het traditionele Thaise Nieuwjaar, wordt gevierd door het hele land van 13 tot 15 april. Khao San Road in het Phra Nakhon district is een opvallende plek bij het evenement waar veel mensen, zowel de lokale bevolking als toeristen, komen.
Een andere beroemd festival, Loy Krathong, op de vijftiende dag van de twaalfde maanmaand, wordt groots gevierd bij de Chao Phraya in de wijk. De rivier, met tal van pieren en Fort Phra Sumen, is een populaire plek om te komen en er drijven op deze dag lantaarns in het water.
Ratchadamnoen Road is vaak zwaar versierd met lampjes rond de verjaardag van de koning (5 december) en verjaardag van de koningin (12 augustus) en andere belangrijke jubilea. Sanam Luang en het onlangs opgerichte Lan Plabpla Maha Chedsada Bodin (ลาน พลับพลา มหา เจษฎา บดินทร์) zijn open ruimtes die vaak gebruikt worden om verschillende gebeurtenissen te vieren.

## Geschiedenis
Phra Nakhon was ooit een Amphoe genaamd Chana Songkhram (อำเภอ ชนะสงคราม). Deze administratie werd vernieuwd op 15 oktober 1915, toen 25 nieuwe amphoes werden gebouwd in het binnenste gedeelte van Bangkok. Op 12 maart 1928 werden zes van deze amphoes, Amphoe Phahurat, Amphoe Samran Rat, Amphoe Phra Ratchawang, Amphoe Chana Songkhram, Amphoe Sam Yon en Amphoe Bang Khun Phrom samengevoegd tot Amphoe Phra Nakhon. Het werd Phra Nakhon in 1972.

## Indeling

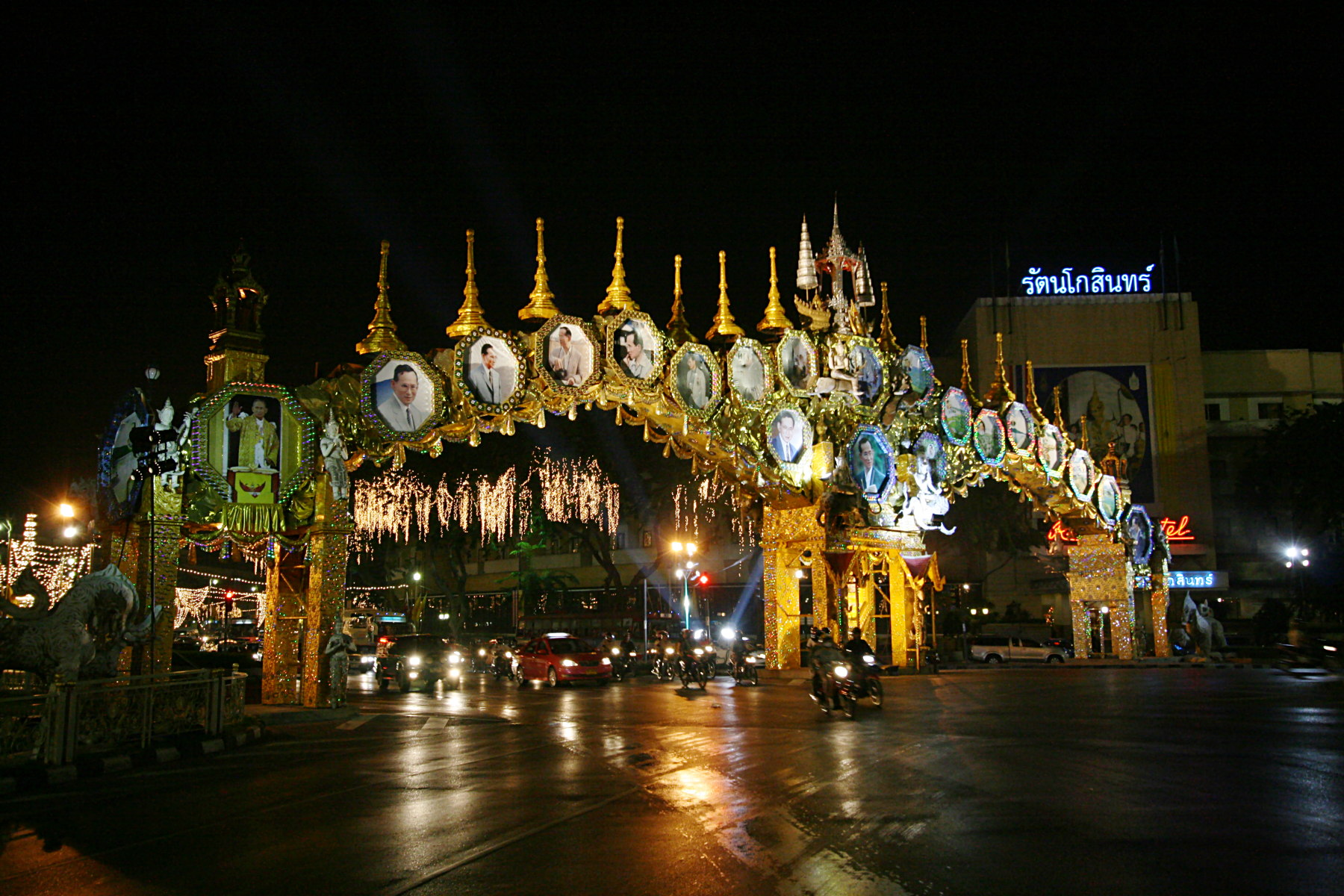
De 80e verjaardag van de koning wordt gevierd op Ratchadamnoen Road

Het district is opgedeeld in twaalf subdistricten (Khwaeng).
- Phra Borom Maha Ratchawang (พระบรมมหาราชวัง)
- Wang Burapha Phirom (วังบูรพาภิรมย์)
- Wat Ratchabophit (วัดราชบพิ)
- Samran Rat (สำราญราษฎร์)
- San Chaopho Suea (ศาลเจ้าพ่อเสื)
- Sao Chingcha (เสาชิงช้า)
- Bowon Niwet (บวรนิเวศ)
- Talat Yot (ตลาดยอด)
- Chana Songkhram (ชนะสงคราม)
- Ban Phan Thom (บ้านพานถม)
- Bang Khun Phrom (บางขุนพรหม)
- Wat Sam Phraya (วัดสามพระยา)